# Mairéad Farrell
Mairéad Farrell   (Galway, 6 de gener de 1990)  és una política irlandesa  del Sinn Féin  que és  diputada de Dáil Éireann per la  circumscripció electoral de Galway West  des de les eleccions generals del 2020.

## Biografia
Mairéad Farrell és de la zona de Mervue a la ciutat de Galway. El seu pare, Niall, és un activista contra la guerra i la seva tia, també anomenada Mairéad Farrell , va ser membre de l'Exèrcit Republicà Irlandès Provisional  que es va convertir en un dels Tres de Gibraltar. Farrell és llicenciat en Arts en Economia i Història per NUI Galway  i Màster en Ciències  en Finances per  a Queen's University Belfast.

## Carrera política
Farrell va formar part del Comitè Nacional de Joventut del Sinn Féin durant cinc anys. Va representar l'àrea electoral local de Galway City East a  l'Ajuntament de Galway  del 2014 al 2019.  Es va convertir en directora general de Galway West el febrer de 2020 a les eleccions generals d'aquell any. És la portaveu de la despesa pública i la reforma del Sinn Féin. Va aparèixer a la  llista d'Irish Times  dels 50 millors joves per veure el 2021 així com un dels 10 TD que s'han fet un nom des de les eleccions del 2020  a l' Examiner irlandès .
Farrell col·labora habitualment en mitjans irlandesos i internacionals i ha escrit per a l' Irish Times  , l' Irish Examiner  i publicacions internacionals com CounterPunch. El juny de 2023 estava previst que Farrell aparegués al costat de  Clare Daly , Mick Wallace , Catherine Connolly , George Galloway  i l'acadèmica  Karen Devine  en un fòrum de neutralitat organitzat per l'organització Galway Alliance Against War, que es descriu com un grup a Galway per a aquells que ho són . contrari a la guerra i l'imperialisme militar, abans de la cancel·lació de l'acte. Farrell va dir que discutiria la posició del seu partit a l'esdeveniment.